# Brebu Nou
Brebu Nou é uma comuna romena localizada no distrito de Caraș-Severin, na região de Banato. A comuna possui uma área de 28.97 km² e sua população era de 96 habitantes segundo o censo de 2007.